# Lekarski Egzamin Końcowy

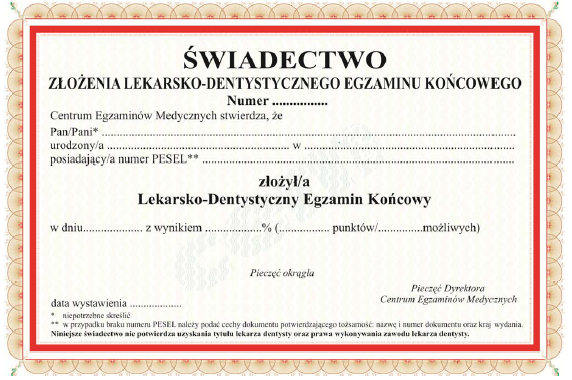
Świadectwo analogicznego egzaminu dla lekarzy dentystów – LDEK

Lekarski Egzamin Końcowy (LEK) – egzamin państwowy konieczny do uzyskania pełnego prawa wykonywania zawodu lekarza w Polsce; lekarze dentyści zdają Lekarsko-Dentystyczny Egzamin Końcowy. Wyjątkiem są lekarze weterynarii, którzy nie przystępują do takiego typu egzaminu. 
Terminy LEK wyznacza się corocznie w dniach 15–30 września (sesja jesienna) i 15–28 lutego (sesja wiosenna). Czas trwania egzaminu wynosi 4 godziny. Egzamin składa się z 200 zadań zamkniętych z 1 werstraktorem i 4 dystraktorami. Dla uzyskania pozytywnego wyniku egzaminu konieczne jest zdobycie co najmniej 56% maksymalnej liczby punktów z testu.
Podstawą prawną dla przeprowadzania egzaminu są przepisy ustawy o zawodach lekarza i lekarza dentysty. Szczegółowe zasady dotyczące stażu i egzaminu reguluje rozporządzenie Ministra Zdrowia z dnia 24 lutego 2023 r. w sprawie stażu podyplomowego lekarza i lekarza dentysty (Dz.U. z 2023 r. poz. 377) oraz rozporządzenie Ministra Zdrowia z dnia 27 kwietnia 2021 r. w sprawie Lekarskiego Egzaminu Końcowego i Lekarsko-Dentystycznego Egzaminu Końcowego (Dz.U. z 2021 r. poz. 828).

## Historia
Przed wprowadzeniem w życie tego egzaminu, każdy lekarz ubiegający się o rozpoczęcie specjalizacji był zobligowany do zaliczenia egzaminu kwalifikacyjnego TEM. Począwszy od jesieni 2004 r. podstawą postępowania kwalifikacyjnego dopuszczającego do rozpoczęcia specjalizacji w podstawowych dziedzinach medycyny (poza pewnymi wyjątkami) był wynik Lekarskiego Egzaminu Państwowego – LEP. W 2010 r. do sejmu wpłynął projekt ustawy wprowadzający zmiany w systemie kształcenia lekarzy i lekarzy dentystów, rozszerzenia definicji zawodu lekarza, nowych wymagań co do studiów na kierunkach lekarskim i lekarsko-dentystycznym – w tym likwidacji stażu podyplomowego i egzaminów państwowych – oraz zmian zasad dotyczących lekarzy cudzoziemców i skrócenia procedur administracyjnych. W roku 2013 Lekarski Egzamin Państwowy został zastąpiony Lekarskim Egzaminem Końcowym.

## Procedura dopuszczenia
W celu przystąpienia do LEK należy złożyć wniosek do dyrektora Centrum Egzaminów Medycznych. Wniosek składa się w formie elektronicznej za pośrednictwem Systemu Monitorowania Kształcenia Pracowników Medycznych.
Zgodnie z przepisami do LEK obecnie mogą przystąpić lekarze oraz osoby, które ukończyły 10 semestrów z sześcioletnich jednolitych studiów magisterskich na kierunku lekarskim prowadzonym przez uczelnię mającą siedzibę w Rzeczypospolitej Polskiej. 

## Instytucje odpowiedzialne
Egzamin przeprowadzany jest przez Centrum Egzaminów Medycznych w Łodzi we współpracy z wojewódzkimi centrami zdrowia publicznego.

## Formuła egzaminu
Sposób przeprowadzenia egzaminu jest precyzyjnie określony regulaminami porządkowymi Lekarskiego Egzaminu Końcowego i Lekarsko-Dentystycznego Egzaminu Końcowego. Zarówno LEK, jak i LDEK są testami składającymi się z 200 pytań. Każde z nich zawiera pięć możliwych odpowiedzi, z których jedna jest prawidłowa. Za każdą pozytywnie udzieloną odpowiedź kandydat otrzymuje 1 punkt; za odpowiedź nieprawidłową, brak odpowiedzi lub zaznaczenie kilku odpowiedzi punkty nie są przyznawane. Wynik wyrażony jako procent maksymalnej liczby punktów jest uwzględniany w postępowaniu kwalifikacyjnym do szkolenia specjalizacyjnego.

## Tematyka
LEK zawiera pytania z następującego zakresu kształcenia przeddyplomowego:
- choroby wewnętrzne, w tym choroby układu sercowo-naczyniowego – 39 zadań
- pediatria, w tym neonatologia – 29 zadań
- chirurgia, w tym chirurgia urazowa – 27 zadań
- położnictwo i ginekologia – 26 zadań
- medycyna ratunkowa i intensywna terapia – 20 zadań
- medycyna rodzinna – 20 zadań
- psychiatria – 14 zadań
- bioetyka i prawo medyczne – 10 zadań
- zdrowie publiczne – 8 zadań
- orzecznictwo – 7 zadań.

Wśród pytań z zakresu chorób wewnętrznych, pediatrii, chirurgii, położnictwa i ginekologii oraz medycyny rodzinnej znajduje się co najmniej 20 pytań z dziedziny onkologii.